# ديفيد برايس (سياسي كندي)
ديفيد برايس هو سياسي كندي، ولد في 2 يونيو 1945 في شيربروك في كندا. حزبياً، نشط في الحزب الكندي التقدمي المحافظ والحزب الليبرالي الكندي. وقد انتخب عمدة وانتخب عضو مجلس العموم الكندي.